# Menkauhor
Menkauhor (Men-kau-Hor) war der siebente König (Pharao) der altägyptischen 5. Dynastie im Alten Reich. Er regierte etwa innerhalb des Zeitraums von 2420 bis 2410 v. Chr. Über seine genauen verwandtschaftlichen Verhältnisse zur Königsfamilie der 5. Dynastie sowie über konkrete Ereignisse aus seiner Regierungszeit ist nur wenig bekannt. Wahrscheinlich kann ihm ein Pyramidenbau im Norden von Sakkara zugewiesen werden. Darüber hinaus ist aus schriftlichen Quellen ein Sonnenheiligtum Menkauhors bekannt, das aber bislang nicht archäologisch nachgewiesen werden konnte.

## Herkunft und Familie
Die Herkunft und die familiären Beziehungen Menkauhors liegen weitgehend im Dunkeln. Ein Verwandtschaftsverhältnis zu seinem Vorgänger Niuserre konnte bislang nicht zweifelsfrei nachgewiesen werden, wird aber von einigen Forschern vermutet. Ein Anhaltspunkt hierfür ist ein Relieffragment aus dem Totentempel von Chentkaus II., der Mutter Niuserres, auf dem ein Prinz namens Chentikauhor abgebildet ist, bei dem es sich wahrscheinlich um einen Sohn des Niuserre handelt. Zeitweise wurde in Betracht gezogen, dass dieser nach dem Tod seines Vaters unter dem Namen Menkauhor den Thron bestieg. Neuere Funde sprechen allerdings für eine andere Rekonstruktion: Im Frühjahr 2008 wurde in der Mastaba des Prinzen Werkaure in Sakkara eine Inschrift entdeckt, die den Namen Menkauhor enthielt, jedoch nicht in Form einer Königstitulatur. Es wird daher angenommen, dass Menkauhors Thronbesteigung ohne damit einhergehenden Namenswechsel erfolgte. Möglicherweise war er ein Bruder des Chentikauhor und somit ein weiterer Sohn des Niuserre.
Auch über Ehefrauen und Nachkommen Menkauhors ist kaum etwas bekannt. Eine Königin namens Meresanch IV. wird als seine Gemahlin angesehen, zwei Prinzen namens Kaemtjenent und Raemkai als seine Söhne. Die Zuordnung dieser drei Personen zu Menkauhor ist allerdings sehr unsicher und basiert lediglich auf dem Standort und der Datierung ihrer Gräber.

## Herrschaft

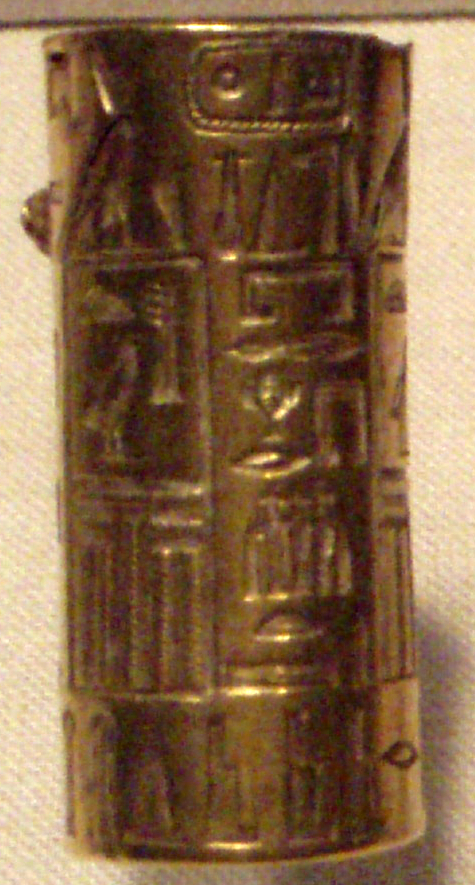
Vergoldetes Siegel eines Beamten aus der Regierungszeit des Menkauhor; Museum of Fine Arts, Boston

Für die Bestimmung der Regierungslänge Menkauhors stehen nur Quellen aus späterer Zeit zur Verfügung. Der Königspapyrus Turin, der im Neuen Reich entstand und ein wichtiges Dokument zur ägyptischen Chronologie darstellt, gibt acht Jahre an, der im 3. Jahrhundert v. Chr. lebende ägyptische Priester Manetho neun. Zeitgenössische Datumsangaben sind bisher nicht bekannt. Die Angaben des Turiner Papyrus und Manethos werden in der Forschung weitgehend als plausibel betrachtet.
Das einzige bekannte Ereignis aus Menkauhors Regierungszeit ist die Entsendung einer Expedition ins Wadi Maghara auf der Sinai-Halbinsel, was durch eine dort gefundene Inschrift bezeugt wird.
Ein goldbeschlagenes Siegel eines Beamten aus der Zeit Menkauhors (Boston, Museum of Fine Arts, Inv.-Nr. 68.115) deutet auf Handelsbeziehungen mit der Ägäis hin.

## Bautätigkeit
Menkauhors bekannte Bautätigkeit umfasste eine Pyramide namens „Göttlich sind die Stätten des Menkauhor“ und ein Sonnenheiligtum namens „Horizont des Re“. Beide konnten bis heute noch nicht eindeutig identifiziert werden.

### Die Pyramide des Menkauhor
Bislang wurden zwei Pyramiden als Grabanlage des Menkauhor in Betracht gezogen. Dies ist zum einen die Pyramide Lepsius Nr. 29 (die sogenannte „Kopflose Pyramide“) in Sakkara-Nord. Das Bauwerk hat eine Seitenlänge von etwa 52 Metern und ist heute bis auf den Unterbau fast vollständig zerstört. Zahlreiche Indizien sprechen dafür, dass die Pyramide in der 5. Dynastie errichtet wurde. So scheint etwa Teti II., der erste Herrscher der 6. Dynastie, dieses Bauwerk berücksichtigt zu haben, als er in unmittelbarer Nähe seine eigene Grabanlage errichten ließ, da deren Aufweg nach Südosten abgelenkt wird. Als weiterer Beleg wird die Ausrichtung der Baugrube für den Zugangskorridor zur Grabkammer angesehen: Dieser verläuft nicht genau in Nord-Süd-Richtung, sondern weicht etwas nach Osten ab. Diese Eigenart ist typisch für die Pyramidenanlagen der 5. Dynastie zwischen Neferirkare und Djedkare. Auch weitere Baudetails sprechen für diese Datierung, was durch jüngste Grabungen in den Jahren 2006–2008 noch einmal erhärtet werden konnte.
Da allen anderen Herrschern des in Frage kommenden Zeitraums bereits eine Grabanlage zugeordnet werden konnte, wird als Bauherr der „Kopflosen Pyramide“ mittlerweile mehrheitlich Menkauhor favorisiert. Direkte schriftliche Belege dafür konnten bislang nicht gefunden werden, allerdings gibt es indirekte: So befinden sich im nördlichen Sakkara und im südlichen Abusir mehrere Gräber von Totenpriestern des Menkauhor.
Als ein weiterer Kandidat für Menkauhors Grabanlage wurde teilweise die unvollendete Pyramide Lepsius Nr. 50 in Dahschur angesehen, jedoch sind die Indizien hierfür weitaus spärlicher: Aufgrund von Keramikfunden kann das Bauwerk zwar in die 4. oder 5. Dynastie datiert werden, allerdings wurden vor Ort keine schriftlichen Belege gefunden, die auf Menkauhor hinweisen. Grundlage für diese Zuordnung bildete eine Textstelle in einem Schutzdekret König Pepis I., nach der sich die Grabanlage Menkauhors nahe der Pyramiden des Snofru zu befinden schien, jedoch wird diese Textstelle mittlerweile anders interpretiert.

### Das Sonnenheiligtum des Menkauhor
Die Lage des Sonnenheiligtums des Menkauhor ist bislang völlig unbekannt. Es ist bisher nur durch einige Priestertitel und Siegelabrollungen überliefert und scheint wohl nicht sehr lang über den Tod des Herrschers hinaus in Betrieb gewesen zu sein. Menkauhor war der letzte Herrscher, der ein solches Sonnenheiligtum errichten ließ.

## Statuen
Das einzige bekannte rundplastische Abbild Menkauhors ist eine Sitzstatue unbekannter Herkunft (wahrscheinlich Memphis), die sich heute im Ägyptischen Museum in Kairo (Inv.-Nr. CG 40 = JdE 28579) befindet. Die Statue besteht aus Alabaster und hat eine Höhe von 47,5 cm. Sie zeigt den König im Sedfest-Umhang und mit der weißen Krone Oberägyptens. Um die Augen besitzt die Statue Schminkstreifen. Ein Kinnbart ist erkennbar, doch ist er, ebenso wie die Nase, stark beschädigt. Identifiziert werden kann der König durch einen Namenszug, der rechts neben den Füßen eingraviert wurde.

## Menkauhor im Gedächtnis des Alten Ägypten

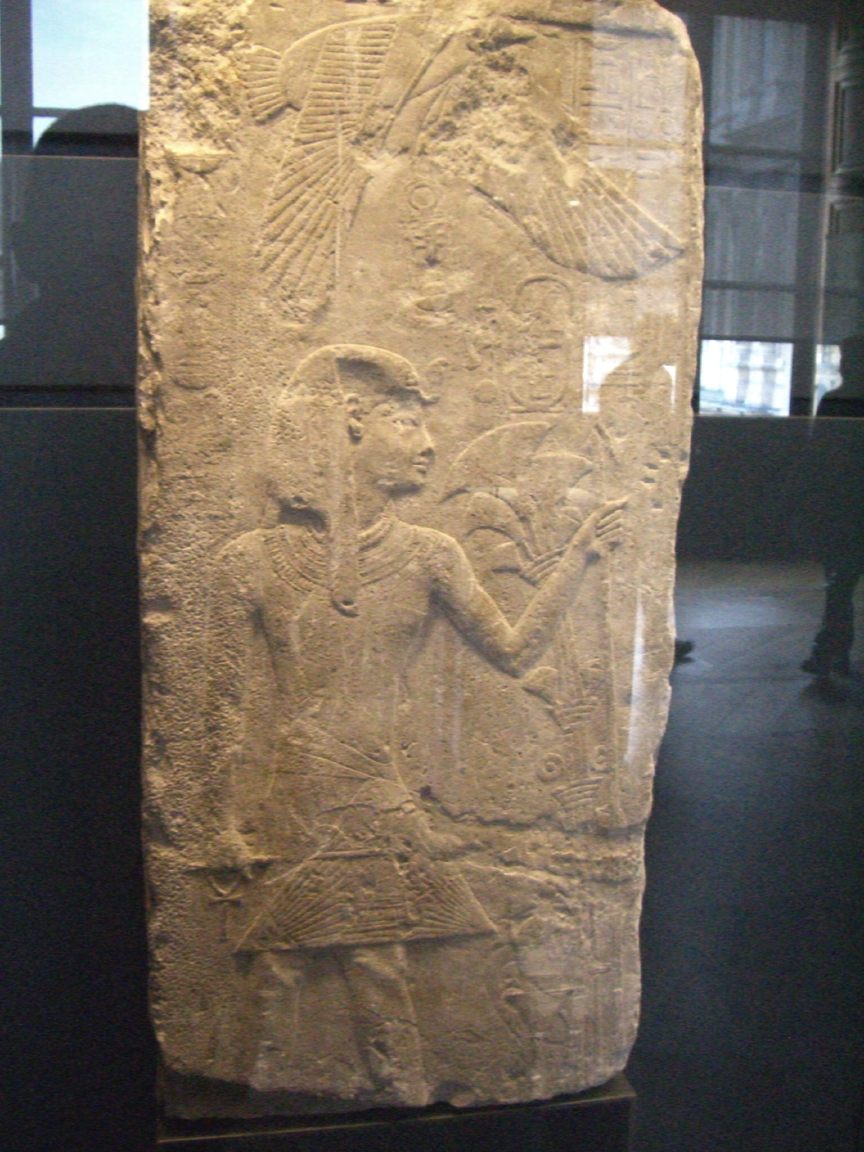
Darstellung des Menkauhor auf einer Stele der 18. Dynastie (Louvre, Paris)
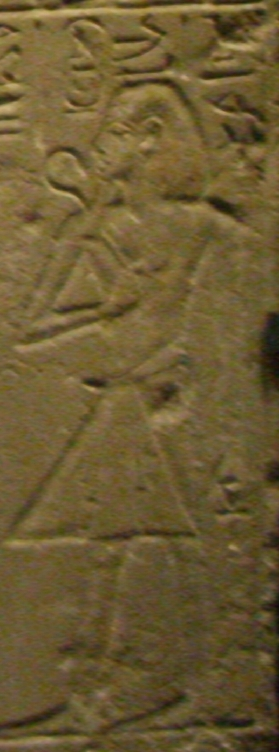
Darstellung Menkauhors auf einem Relief aus dem Grab des Thuthu in Sakkara (Louvre, Paris)

Menkauhor genoss einen Totenkult, für dessen Versorgung zahlreiche landwirtschaftliche Güter (Domänen) eingerichtet wurden. Mehrere Totenpriester sind durch ihre Gräber bekannt, die sich in Sakkara-Nord und Abusir-Süd befinden. Menkauhors Totenkult scheint offenbar auch noch im Neuen Reich ausgeübt worden zu sein, was durch mehrere Grabreliefs belegt wird: Aus der 18. Dynastie sind Darstellungen Menkauhors aus den Gräbern von Ameneminet und Thuthu in Sakkara-Nord bekannt.
Aus der Ramessidenzeit stammt ein im Ägyptischen Museum in Berlin befindlicher Reliefblock, der aus einem Grab aus Sakkara stammen soll. Auf ihm sind fünf thronende Könige des Alten Reiches abgebildet: Beim ersten ist der Namenszug mittlerweile nicht mehr erhalten, kann aber anhand alter Fotografien wohl zu Snofru rekonstruiert werden; es folgen Radjedef, Mykerinos, Menkauhor und Pepi II. (Neferkare). Der auf diesem Block erhaltene Bildausschnitt kann als Anbetungsszene rekonstruiert werden, bei welcher der Grabbesitzer vor den Königen steht.
Eine ganz ähnliche Szene zeigt ein Türsturz aus der Kapelle des Mahy in Sakkara-Nord: Dort sind vier vergöttlichte Könige des Alten Reiches dargestellt, die alle ihre Pyramide in Sakkara errichten ließen: Djoser, Teti, Userkaf und Menkauhor.